# 阳光学院
阳光学院是中华人民共和国的一所全日制本科民办普通高等学校，位于福建省福州市马尾区。
2001年，福州大学阳光学院（独立学院）成立。2015年4月28日，转为独立设置的独立设置的普通本科高校——阳光学院。2016年，经省教育厅批准为应用型转型试点高校。2017年，被省教育厅列为硕士学位授予培育单位。